# Arthur Möller (Bildhauer)
Arthur Möller (* 5. Januar 1886 in Rudolstadt, Fürstentum Schwarzburg-Rudolstadt; † 31. August 1972 in Rödental, Freistaat Bayern) war ein deutscher Bildhauer und Porzellanmodelleur.

## Leben
Zwischen 1900 und 1907 erhielt er eine Ausbildung am Atelier für keramische Modelle in Rudolstadt und arbeitete anschließend für verschiedene thüringische Porzellanfabriken. Noch 1907 schloss sich ein Studium an der Akademie für Kunstgewerbe in Dresden an, das er 1908–1910 an der Akademie für Angewandte Kunst in München als Schüler von Heinrich Waderé fortsetzte. 1910 zeigte er seine Arbeiten auf der Spezial-Ausstellung des Münchner Kunstgewerbes im Petit Palais in Paris. Zum 1. Juli 1910 (nach anderen Quellen 1911) nahm er auf Initiative von Max Louis Goebel, der seine Skulpturen auf der Pariser Ausstellung gesehen hatte, eine Tätigkeit als Modelleur bei der Porzellanfabrik W. Goebel an. Es entstanden mehrere Figuren nach seinen Modellen, unter anderem auch Skulpturen nach den Vorbildern der in den 1920er Jahren legendären Tänzerinnen des Apollo-Theaters in Berlin wie Anita Berger und Molly Lake.
Außerdem modellierte er für Goebel eine ganze Reihe von Kleinskulpturen wie badende Frauen und spielende Kinder. Im Auftrag von Franz Goebel entwickelte er zudem zusammen mit seinem Kollegen, dem Bildhauer und Modelleur Reinhold Unger 1934 die ersten Figuren nach den Zeichnungen der Ordensschwester Maria Innocentia Hummel, die der Porzellanfabrik W. Goebel zu Weltruhm verhelfen sollten. 1950 wurde er, erneut mit Reinhold Unger, zu einem der „Väter“ der deutschen Disney-Charakter-Figuren in Keramik, die ebenfalls bei Goebel produziert wurden. So schuf er 1956 Modelle zu den „Lady and the tramp“-Figuren und das Kinderservice der Davy Crockett-Serie. Zum 31. Dezember 1956 endete seine Anstellung bei der Porzellanfabrik W. Goebel, für die er in der langen Zeit seiner Betriebszugehörigkeit weit mehr als 100 Kleinplastiken entworfen hatte, allein zwischen 1934 und 1952 entstanden mindestens 90 Hummelfiguren nach seinen Modellen.
In Coburg war Möller an der Städtischen Berufsschule Dozent für Zeichnung und Skulptur. Er starb am 31. August 1972 in Rödental bei Coburg.